# Mitsuteru Ueshiba
Mitsuteru Ueshiba (植芝 充央, Ueshiba Mitsuteru, né le 27 juin 1981) est le fils du troisième et actuel dōshu de l'Aikikai, Moriteru Ueshiba. On le surnomme 'Waka Sensei'(jeune maître). Il est censé succéder à son père dans ce rôle pour devenir le Quatrième Dōshu  (四代 道主). Il est l'arrière-petit-fils de Morihei Ueshiba, le fondateur de l'aikido.
Depuis le premier avril 2011, il anime un des cours réguliers du dojo principal le jeudi matin (6h30 - 7h30) à la place de son père.